# Miles Davis at Fillmore
Miles Davis at Fillmore — концертный альбом 1970 года джазового трубача Майлза Дэвиса и его группы, записанный в зале Fillmore East в Нью-Йорке четыре дня подряд, с 17 по 20 июня 1970 года, первоначально выпущенный на двойном виниле. В выступлениях использовалась двойная клавишная установка, с которой Дэвис гастролировал в течение нескольких месяцев: Кит Джарретт и Чик Кориа играли на электронном органе и электрическом пианино Fender Rhodes, соответственно. На этих выступлениях группа разогревала Лору Ниро.
Композиции включают, помимо стандартной «I Fall in Love Too Easily», треки из его фьюжн-студийных альбомов Bitches Brew и In A Silent Way. Живые выступления были тщательно отредактированы продюсером Тео Масеро, а результаты были названы в честь дня недели, когда группа выступала; только на переиздании компакт-диска Columbia 1997 года композиции и композиторы были идентифицированы и проиндексированы. Рекламные копии LP разделяли стороны на короткие фрагменты с индивидуальными названиями, но по-прежнему не идентифицировали оригинальные композиции и композиторов.
25 марта 2014 года полные записи выступлений были выпущены как Miles at the Fillmore — Miles Davis 1970: The Bootleg Series Vol. 3.

## История выпусков
Miles Davis at Fillmore был выпущен на виниле в виде двойного альбома с примечаниями на обложке, написанными Морганом Эймсом из High Fidelity и Мортом Гудом. Он был выпущен на компакт-диске в Японии в 1987 году, но не был доступен на компакт-диске в Штатах до 1997 года, когда Columbia выпустила его как один из пяти концертных альбомов того же периода (остальные — Live-Evil, In Concert, Dark Magus и Black Beauty: Live at the Fillmore West). Это переиздание содержало дополнительные примечания ударника Джека Деджонетта. Columbia нацелила выпуск на джазовый рынок, а также на колледжи и альтернативные радиостанции.
Маргерит Эскридж, девушка Дэвиса в то время, появилась на фотоколлаже обложки альбома.

## Критический прием
| Ретроспективные рецензии             | Ретроспективные рецензии |
| Оценки критиков                      | Оценки критиков          |
| Источник                             | Оценка                   |
| ------------------------------------ | ------------------------ |
| AllMusic                             | [ 6 ]                    |
| Christgau's Record Guide             | B                        |
| Down Beat                            | [ 8 ]                    |
| Entertainment Weekly                 | B−                       |
| Los Angeles Times                    | [ 10 ]                   |
| The Rolling Stone Album Guide        | [ 11 ]                   |
| The Penguin Guide to Jazz Recordings | [ 12 ]                   |
| Tom Hull – on the Web                | B+                       |

В «Christgau’s Record Guide: Rock Albums of the Seventies» (1981) Роберт Кристгау нашел альбом Miles Davis at Fillmore менее сосредоточенным, чем Bitches Brew, потому что музыка «непростительно» блуждала, особенно игра Чика Кориа и Кита Джарретта на клавишных. Он сказал, что треки должны были быть смонтированы вместе, чтобы выделить «сокровища», которые есть в каждом из них, в том числе «крутая атмосфера, которая тащит всю среду, экстремальный хард-боп ближе к концу четверга, то, как Майлз лирично играет под аккомпанемент рок-марша Джека Деджонетта и „джунглевая научная фантастика“ Айрто Морейры в последние несколько минут пятницы, вся активность, связанная с соло Стива Гроссмана в субботу».  В The Rolling Stone Album Guide (2004) Джей Ди Консидайн сказал, что At Fillmore отказались от более лирической музыки Black Beauty в пользу «бешеного, лязгающего подхода». 

## Список композиций

### Двойной LP 1970 года
Columbia Records – G 30038, C 30241, C 30242:
| №  | Название          | Автор(ы)    | Дата записи  | Длительность |
| -- | ----------------- | ----------- | ------------ | ------------ |
| 1. | «Wednesday Miles» | Майлз Дэвис | 17 июня 1970 | 24:14        |

| №  | Название         | Автор(ы)    | Дата записи  | Длительность |
| -- | ---------------- | ----------- | ------------ | ------------ |
| 1. | «Thursday Miles» | Майлз Дэвис | 18 июня 1970 | 26:55        |

| №  | Название       | Автор(ы)    | Дата записи  | Длительность |
| -- | -------------- | ----------- | ------------ | ------------ |
| 1. | «Friday Miles» | Майлз Дэвис | 19 июня 1970 | 27:57        |

| №                   | Название            | Автор(ы)            | Дата записи         | Длительность |
| ------------------- | ------------------- | ------------------- | ------------------- | ------------ |
| 1.                  | «Saturday Miles»    | Майлз Дэвис         | 20 июня 1970        | 22:20        |
| Общая длительность: | Общая длительность: | Общая длительность: | Общая длительность: | 101:26       |

### Переиздание на CD 1997 года
Columbia Records – C2K 65139:
| №  | Название                 | Автор(ы)    | Длительность |
| -- | ------------------------ | ----------- | ------------ |
| 1. | «Directions»             | Джо Завинул | 2:29         |
| 2. | «Bitches Brew»           | Майлз Дэвис | 0:53         |
| 3. | «The Mask»               | Майлз Дэвис | 1:35         |
| 4. | «It's About That Time»   | Майлз Дэвис | 8:12         |
| 5. | «Bitches Brew/The Theme» | Майлз Дэвис | 10:55        |

| №                   | Название               | Автор(ы)            | Длительность |
| ------------------- | ---------------------- | ------------------- | ------------ |
| 6.                  | «Directions»           | Джо Завинул         | 5:35         |
| 7.                  | «The Mask»             | Майлз Дэвис         | 9:50         |
| 8.                  | «It's About That Time» | Майлз Дэвис         | 11:22        |
| Общая длительность: | Общая длительность:    | Общая длительность: | 50:51        |

| №  | Название                    | Автор(ы)               | Длительность |
| -- | --------------------------- | ---------------------- | ------------ |
| 1. | «It's About That Time»      | Майлз Дэвис            | 9:01         |
| 2. | «I Fall in Love Too Easily» | Жюль Стайн и Сэмми Кан | 2:00         |
| 3. | «Sanctuary»                 | Уэйн Шортер            | 3:44         |
| 4. | «Bitches Brew/The Theme»    | Майлз Дэвис            | 13:09        |

| №                   | Название                    | Автор(ы)               | Длительность |
| ------------------- | --------------------------- | ---------------------- | ------------ |
| 5.                  | «It's About That Time»      | Майлз Дэвис            | 3:43         |
| 6.                  | «I Fall in Love Too Easily» | Жюль Стайн и Сэмми Кан | 0:54         |
| 7.                  | «Sanctuary»                 | Уэйн Шортер            | 2:49         |
| 8.                  | «Bitches Brew»              | Майлз Дэвис            | 6:57         |
| 9.                  | «Willie Nelson/The Theme»   | Майлз Дэвис            | 7:57         |
| Общая длительность: | Общая длительность:         | Общая длительность:    | 50:14        |

## Принимали участие

### Музыканты
- Майлз Дэвис — труба с сурдиной
- Стив Гроссман[англ.] — тенор-саксофон, сопрано-саксофон
- Чик Кориа — электрическое пианино Fender Rhodes с педалями задержки/фузза и кольцевым модулятором
- Кит Джарретт — Fender Contempo Organ с педалями дилея/фузза + тамбурин
- Дэйв Холланд — электрическая бас-гитара с педалью Wah-wah
- Джек Деджонетт — ударные
- Аирто Морейра — куика, поперечная флейта, свисток, казу, шейкеры, колокольчики, ксилография, бубен

### Производство
- Продюсер — Тео Масеро
- Инженер звукозаписи — Стэн Тонкель
- Сведение Расса Пейна
- Оригинальный дизайн обложки — Ник Фашиано
- Фотография на обложке — Джим Маршалл
- Оригинальная фотография вкладыша — Дон Ханстайн[англ.]

## Список используемой литературы
- Christgau, Robert. Christgau's Record Guide: Rock Albums of the Seventies. — Ticknor & Fields, 1981. — ISBN 0899190251.
- Considine, J. D. The New Rolling Stone Album Guide: Completely Revised and Updated 4th Edition. — Simon & Schuster, 2004-11-02. — ISBN 0-7432-0169-8.